# Philippe Augier de La Sauzaye
Pour les articles homonymes, voir Augier.
Philippe Augier de La Sauzaye est un homme politique français né le 22 avril 1758 à Saint-Jean-d'Angély (Charente-Maritime) et décédé le 3 mars 1837 à Paris.

## Biographie
Philippe Augier de La Sauzaye est le fils de Philippe Augier de Lajallet, écuyer, exempt des gardes du maréchal de Lautrec, magistrat et négociant, et de Magdeleine Drahonnet. Cousin d'Étienne-Jean Augier, il épouse la fille de Pierre-André Hèbre de Saint-Clément, maire de Rochefort qui donne son nom au Musée Hèbre de Saint-Clément. Son fils épousera Éléonore Denuelle de La Plaigne.
Négociant à Tonnay-Charente, partisan de la Révolution, il est député du tiers état pour la sénéchaussée de Saintes de 1789 à 1791. Il devient maire de Tonnay-Charente le 23 décembre 1791.
Après le coup d'État du 18 Brumaire, il est nommé sous-préfet de l'arrondissement de Rochefort puis est député de la Charente-Inférieure de 1804 à 1814. En 1811, il est commissaire du gouvernement à Hambourg, afin d'enquêter sur des malversations.

## Sources
1. ↑  compte-rendu de la municipalité de Charente de 1790 à 1794, archive municipal de Tonnay-Charente

- « Philippe Augier de La Sauzaye », dans Adolphe Robert et Gaston Cougny, Dictionnaire des parlementaires français, Edgar Bourloton, 1889-1891 [détail de l’édition]